# Lucía González Cuesta
Lucía González Cuesta (Cereceda, 1985) es una astrofísica y divulgadora científica española, pionera en el astroturismo, que en 2024 fue nombrada Mujer Rural de Asturias.

## Trayectoria
Nació en Cereceda, en el concejo asturiano de Allande. Se licenció en Física en la Universidad de Oviedo, obtuvo un Máster en Astrofísica en la Universidad de La Laguna y se doctoró en Astrofísica en el Instituto de Astrofísica de Canarias. En el curso 2016-2017 fue becada por el Club Rotario. Realizó estancias de investigación en Alemania y Francia.
Trabajó como guía astronómica en el Teide. En 2019 se formó como monitora Starlight y ese mismo año empezó a realizar actividades de divulgación científica como Chatea con una astrónoma o la serie Niñas que rompieron el techo de cristal.
Tras ganar el Concurso Nacional de Divulgación Científica, volvió a su localidad natal para desarrollar un proyecto itinerante de divulgación científica en torno al astroturismo y el patrimonio rural. Por ello, en octubre de 2021, el concejo de Allande fue reconocido con la certificación Fundación Starlight, siendo el primer concejo del Principado de Asturias en conseguirlo.
González Cuesta se convirtió en miembro de la Sociedad Española de Astronomía. En 2023, fue una de las protagonistas del programa de televisión Volando Voy de Jesús Calleja.

## Reconocimientos
En 2020 ganó el Concurso Nacional de Divulgación Científica Somos Científicos y Científicas, una iniciativa de la Fundación Española para la Ciencia y la Tecnología, el Marine Stewardship Council y el Consejo Superior de Investigaciones Científicas (CSIC). En 2023, el colegio Río Piles de Gijón realizó un homenaje a González Cuesta, instalando una placa conmemorativa en su honor en un acto en el que también se homenajeó a la poetisa Josefa de Jovellanos.
En 2024, la Red Asturiana de Desarrollo Rural (READER) reconoció a González Cuesta como Mujer Rural de Asturias por su actividad innovadora en torno a la divulgación científica de la astronomía en el ámbito rural. En otras ediciones, se reconoció en este certamen a Isabel Álvarez Rodríguez, Josefa Vega Suárez, Ana Inmaculada Adeba, Ana Labad Cruz, Rosa Rodríguez González y a María Teresa Costales Obaya.
También en 2024, el Centro Asturiano de Madrid reconoció a González Cuesta durante la celebración de la Feria Internacional de Muestras de Asturias con un «Urugallo Especial 2023» por su labor en la divulgación científica. Al año siguiente, su proyecto fue nombrado entidad cultural del año en el marco de la Feria del libro de Navelgas.